# Constance Naden

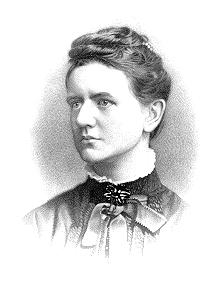
Constance Naden, 1894

Constance Caroline Woodhill Naden (* 24. Januar 1858 in Edgbaston, Birmingham, England; † 23. Dezember 1889 in Mayfair, London) war eine britische Schriftstellerin, Dichterin und Philosophin. Sie studierte, schrieb und hielt Vorträge über Philosophie und Naturwissenschaften und veröffentlichte zwei Gedichtbände. Nach ihrem Tod im jungen Alter von 31 Jahren wurden mehrere gesammelte Werke veröffentlicht. Ihr zu Ehren stiftete ihr enger Freund Robert Lewins die „Constance-Naden-Medaille“ und ließ eine Büste von ihr am Mason Science College (der heutigen University of Birmingham) aufstellen. William Ewart Gladstone hielt sie für eine der bedeutendsten Dichterinnen des neunzehnten Jahrhunderts.

## Leben

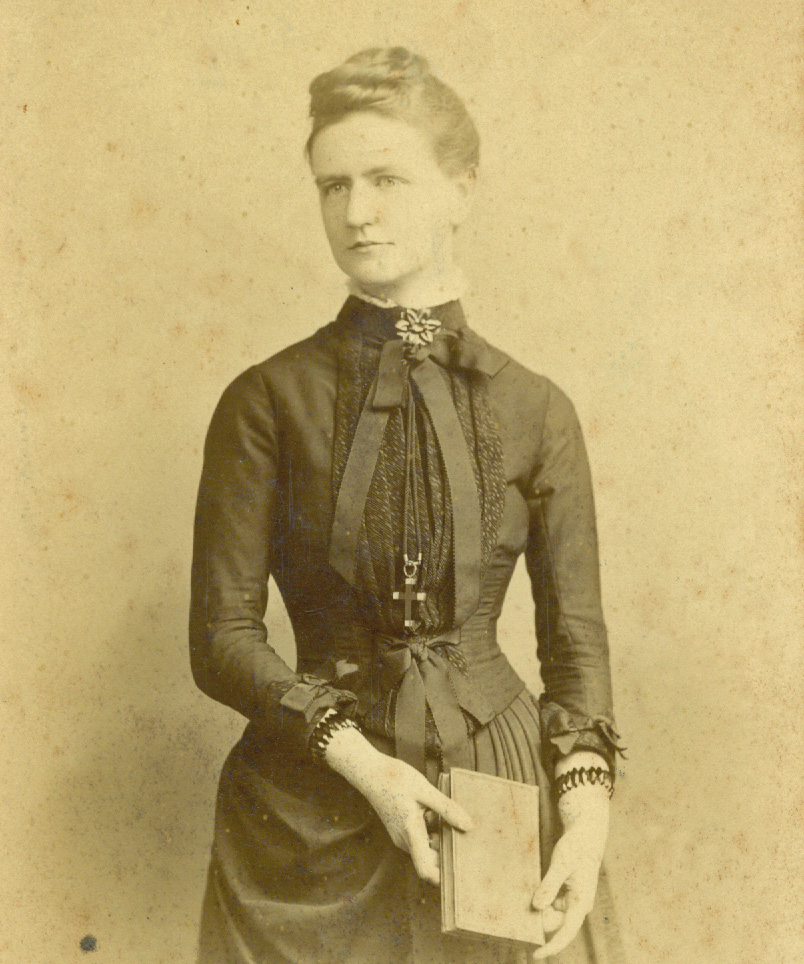
Constance Naden, ca. 1887

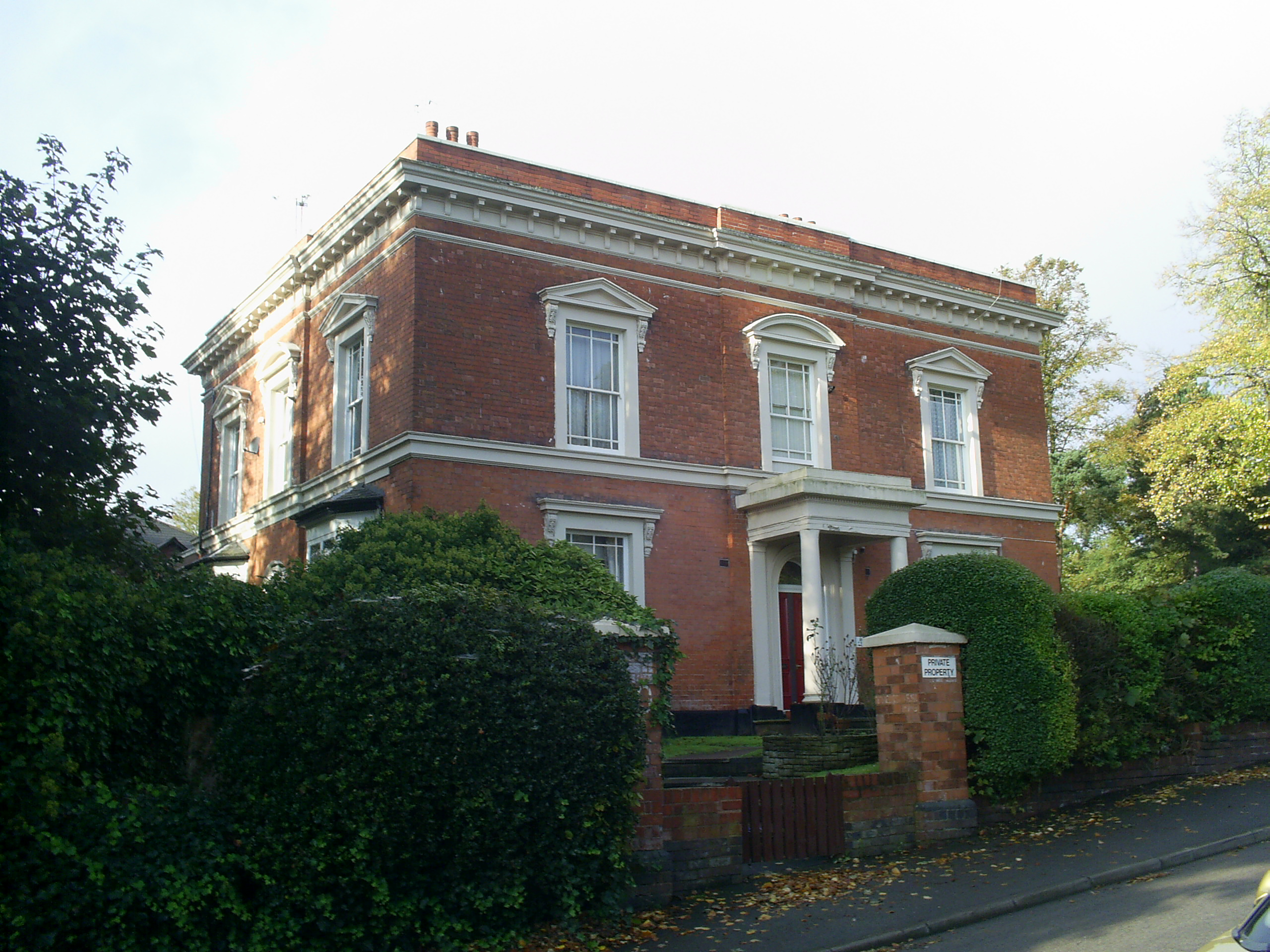
Haus der Großeltern von Naden, Pakenham House, Edgbaston, 2006. Am Haus befindet sich seit 2009 auch eine Blue Plaque.

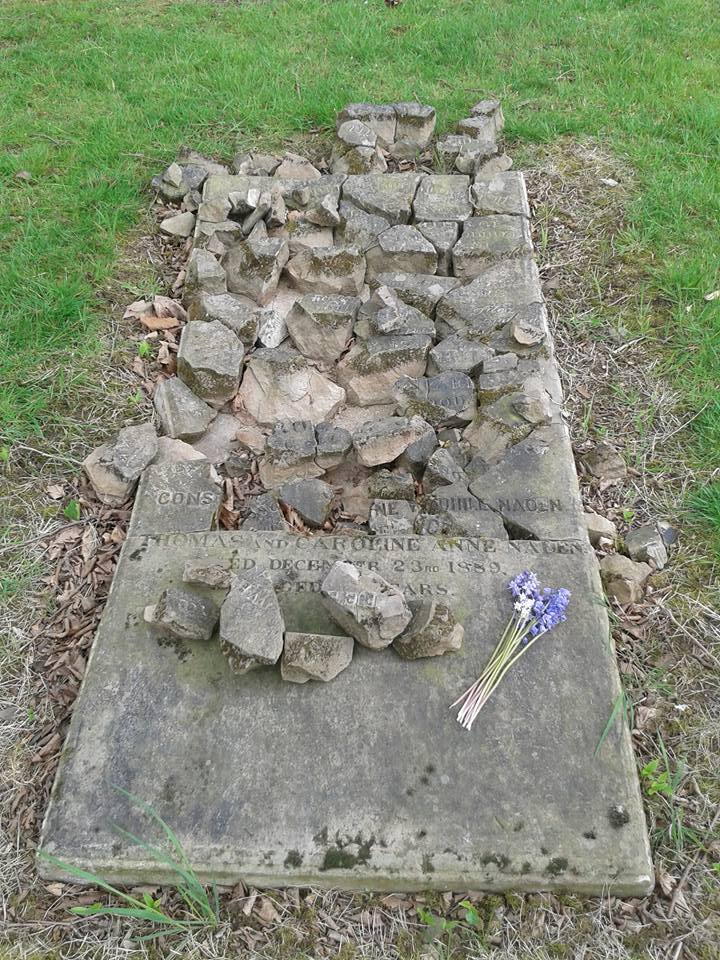
Grabstelle von Constance Naden auf dem Key Hill Cemetery, 2015 (vor der Restaurierung)

Naden als Tochter von Caroline Ann Woodhill Naden, die zwei Wochen nach ihrer Geburt starb, und Thomas Naden, einem Architekten und späteren Präsidenten der Birmingham Architectural Association, geboren. Sie wuchs bei den Eltern ihrer Mutter, Caroline und Josiah Woodhill, auf und lebte dort auch bis zu deren Tod. Nadens belesene und fromme baptistische Großeltern lebten in Pakenham House in Edgbaston. Ihr Vater lebte wohl eine Zeit lang ebenfalls bei den Woodhills, aber die Volkszählung von 1871 weist aus, dass er mit einer neuen Frau und Nadens vier Halbgeschwistern im Alter von drei bis sieben Jahren in der Nähe wohnte. Im Alter von acht Jahren wurde Naden auf eine örtliche unitarische Tagesschule geschickt, wo sie ein Talent für die Malerei zeigte. Sie reichte einige Bilder bei der Birmingham Society of Artists ein, von denen eines (mit dem Titel Bird's Nest and Wild Roses) für die Frühjahrsausstellung der Gesellschaft im Jahr 1878 angenommen wurde.
Sie interessierte sich für Philosophie, Sprachen und die Naturwissenschaften. 1879 besuchte Naden das Birmingham and Midland Institute, um Botanik und Französisch zu studieren, und von 1881 bis 1887 besuchte sie das Mason Science College, um Physik, Geologie, Chemie, Physiologie und Zoologie zu studieren. Außerdem wurde sie Mitglied der Birmingham Natural History Society. Naden gab auch die Zeitschrift des Mason College heraus. 1885 gewann sie den „Paxton-Preis“ für einen Aufsatz über die Geologie der West Midlands und 1887 erhielt sie eine „Heslop-Goldmedaille“ für einen philosophischen Essay „Induction and Deduction“, der nach ihrem Tod veröffentlicht wurde.
Ab den späten 1870er Jahren entwickelte Naden in Zusammenarbeit mit Robert Lewins, den sie 1876 kennenlernte und mit dem sie für den Rest ihres Lebens korrespondierte, eine subjektivistische Philosophie namens „Hylo-Idealismus“. Der wichtigste Grundsatz dieser Philosophie lautet: „Der Mensch ist der Schöpfer seines eigenen Kosmos, und alle seine Wahrnehmungen – selbst diejenigen, die scheinbar feste, ausgedehnte und äußere Objekte darstellen – haben eine rein subjektive Existenz, die durch die Grenzen begrenzt ist, die durch den Charakter und die Bedingungen seines empfindungsfähigen Wesens geformt werden.“ Naden veröffentlichte eine Reihe von Aufsätzen, in denen sie diese Ansicht vertrat, im Journal of Science, Knowledge, The Agnostic Annual und anderen Zeitschriften. Sie verwendete Signaturen wie „C.N.“, „C.A.“ und „Constance Arden“. Sie interessierte sich auch für Herbert Spencers System einer „synthetischen Philosophie“, die das Universum durch die Prinzipien der Evolution erklärt.
1881 veröffentlichte Naden ihren ersten Gedichtband Songs and Sonnets of Springtime. Es handelt sich um eine breite Sammlung, in der eine Sonettfolge, die den Wechsel der Jahreszeiten beschreibt, besonders bemerkenswert ist.
Nadens Großvater Woodhill war 1881 gestorben und nachdem die Großmutter 1887 ebenfalls verstarb, erbte sie ein beträchtliches Vermögen, das es ihr ermöglichte, mit ihrer Freundin Madeline Daniell nach Konstantinopel, Palästina, Ägypten und Indien zu reisen. Im Juni 1888 kehrte sie nach England zurück und kaufte ein Haus in der Park Street, Nähe Grosvenor Square, das sie sich mit Daniell teilte. Sie sammelte finanzielle Mittel, um indischen Frauen ein Medizinstudium zu ermöglichen, und wurde Mitglied der National Indian Association. Sie trat als eines der ersten weiblichen Mitglieder der Aristotelian Society bei, bemühte sich um die Gründung einer Spencer-Gesellschaft und gehörte verschiedenen Gesellschaften mit wohltätigen Zielen an. Am 22. Oktober 1889 hielt sie vor der soziologischen Abteilung des Mason College einen Vortrag über die Prinzipien der Soziologie von Herbert Spencer. Außerdem sprach sie auf öffentlichen Veranstaltungen über die Notwendigkeit des Frauenwahlrechts, wie aus Berichten im Women's Penny Paper hervorgeht.
Naden wurde beschrieben als: […] slight and tall, with a delicate face and «clear blue-grey eyes». She was regular and active in her habits. She had a penetrating voice, and was thoroughly self-possessed in public speaking. Sie soll eine gewisse Neigung zum Sarkasmus akademischen Diskussionen gehabt haben. Naden war sehr beliebt und hatte sehr herzliche persönliche und intellektuelle Freundschaften. Davon zeugen die bewegenden Erinnerungen ihrer Freunde im posthumen Memoirenband.
1889 wurde bei Naden eine entzündete Ovarialzyste diagnostiziert; am 5. Dezember wurde sie von Robert Lawson Tait operiert, und obwohl die Operation zunächst erfolgreich verlief, starb sie am 23. Dezember an einer damit zusammenhängenden Infektion. Nadens letzter Brief an Robert Lewins beschreibt die Umstände der Operation und ihre Sorgen darüber. Sie wurde auf dem Key Hill Cemetery in Birmingham beigesetzt.
Posthum wurden drei weitere Bücher veröffentlicht: Induction and deduction, and other essays (1890), Further Reliques of Constance Naden (1891) und The Complete Poetical Works of Constance Naden (1894).

## Nachleben
Nach ihrem Tod wurde Naden für ihre feministischen Errungenschaften und Unterstützung des Frauenwahlrechts unter anderem in populären Frauenzeitschriften wie Women's Penny Paper und für ihre „pantheistische Sicht der Unsterblichkeit“ von William Ewart Gladstone gelobt, der sie zu den besten Dichterinnen des 19. Jahrhunderts zählte. Herbert Spencer, der einen wichtigen Einfluss auf ihr Werk hatte, bemerkte: „Ich kann mich an keine andere Frau erinnern, außer an George Eliot, bei der sich hohe philosophische Fähigkeiten mit einer umfassenden Bildung verbanden. Zweifellos hätte ihre subtile Intelligenz viel zur Förderung des rationalen Denkens beigetragen, und ihr Tod bedeutet einen schweren Verlust.“
Lewins stiftete ihr zu Ehren die „Constance-Naden-Medaille“ am Mason's University College, die jedes Jahr verliehen wird, zunächst für den „besten philosophischen Wettbewerbsaufsatz“ und jetzt für die beste Masterarbeit der Faculty of Arts an der University of Birmingham. Lewins gab auch eine Büste von Naden in Auftrag, die er dem Mason's University College schenkte. Sie steht auf einem Sockel mit drei Büchern, deren Buchrücken auf der Vorderseite mit „Songs and Sonnets of Springtime and A Modern Apostle, The Elixir of Life, etc.“ und auf der Rückseite mit „Induction and Deduction and Hylo-Idealism“ beschriftet sind. Ursprünglich stand sie in der Bibliothek des College, heute steht sie im Lesesaal der Cadbury Research Library.
Nadens Grab auf dem Key Hill Cemetery teilt sie sich mit ihrer Mutter und ihren Großeltern mütterlicherseits. Im 20. Jahrhundert wurde der Stein zerbrochen und zusammen mit anderen Denkmälern in der Gegend vergraben. 2010 wurde er von den Friends of the Cemetery ausgegraben, blieb aber unleserlich. 2019 fand nach einer erfolgreichen Spendenaktion des Constance Naden Trust eine feierliche Wiedereinweihung statt, bei der ein neuer Grabstein aufgestellt wurde. Der Ersatzstein übernimmt den Text des Originals, weist aber zusätzlich auf Nadens Leistungen hin, indem die Worte „Poetin, Philosophin, Künstlerin, Wissenschaftlerin“ in der Nähe des oberen Teils des Steins zusammen mit einer Zeile aus ihrem Gedicht „The Pantheist's Song of Immortality“ von 1881 neu eingraviert wurden: For earth is not as though thou ne'er hadst been („Denn die Erde ist nicht so, als ob du nie gewesen wärst“).
Nadens Lyrik hat seit den 1980er Jahren im Zuge der Wiederentdeckung verlorener Frauenstimmen zunehmend an Aufmerksamkeit gewonnen. Es ist eine Reihe von wissenschaftlichen Arbeiten über ihr Leben und ihre Werke erschienen, die sich insbesondere mit dem Zusammenspiel von Literatur und Wissenschaft in ihren Werken, ihrer Beziehung zum Freidenkertum und ihren protofeministischen Ideen befassen. Die Historikerin Clare Stainthorp hat einen Überblick über die ersten drei Jahrzehnte der kritischen Schriften zu Naden veröffentlicht, in dem sie auch Wege für künftige Forschungen aufzeigt. 2019 veröffentlichte sie Constance Naden: Scientist, Philosopher, Poet, eine erste eingehende wissenschaftliche Untersuchung von Nadens Leben und Bedeutung ihrer veröffentlichten und unveröffentlichten Gedichte und Essays.